# Zdeněk Jirotka
Zdeněk Jirotka (Prostějov, 1914. február 15. – Indian Rocks Beach, Florida, USA, 1981. május 24.) világbajnoki bronzérmes és Európa-bajnoki ezüst- és bronzérmes csehszlovák válogatott cseh jégkorongozó, olimpikon.
Pályafutását a HC Sparta Prahában kezdte és a második világháború kirobbanásig maradt a csapatban.
Az 1936. évi téli olimpiai játékokon játszott a jégkorongtornán a csehszlávok csapatban. A C csoportból úgy jutottak tovább, hogy még gólt sem kaptak. A nyolcaddöntőben két négyes csoport volt, ők a B-be kerültek és innen másodikként jutottak tovább. Csak az amerikai válogatott tudta őket megverni 2–0-ra. A végső négyes döntőben mindhárom ellenfelüktől kikaptak (Kanada, Nagy-Britannia, USA) és végül csak negyedikek lettek. Négy mérkőzésen játszott és 3 gólt ütött, mind a 3-at a C csoportban Az olimpia Európa-bajnokságnak is számított, így ezüstérmet nyert.
Négy világbajnokságon is részt vett. Az 1934-esen, az 1935-ösön, az 1937-esen és az 1938-ason. Az 1938-ason bronzérmes lett, és ezek a világbajnokságok akkor még jégkorong-Európa-bajnokságnak is számítottak, így az 1934-esről 1935-ösről egy-egy bronzéremmel térhetett haza, az 1938-asról pedig ezüstéremmel.